# بایی-لو-فران
بایی-لو-فران (به فرانسوی: Bailly-le-Franc) یک کمون (فرانسه) در فرانسه است که در canton of Chavanges واقع شده‌است. بایی-لو-فران ۶ کیلومتر مربع مساحت دارد ۱۲۵ متر بالاتر از سطح دریا واقع شده‌است.